# 虎坊橋駅
虎坊橋駅（こぼうきょう-えき）は北京市西城区に位置する北京地下鉄7号線の駅である。

## 駅構造

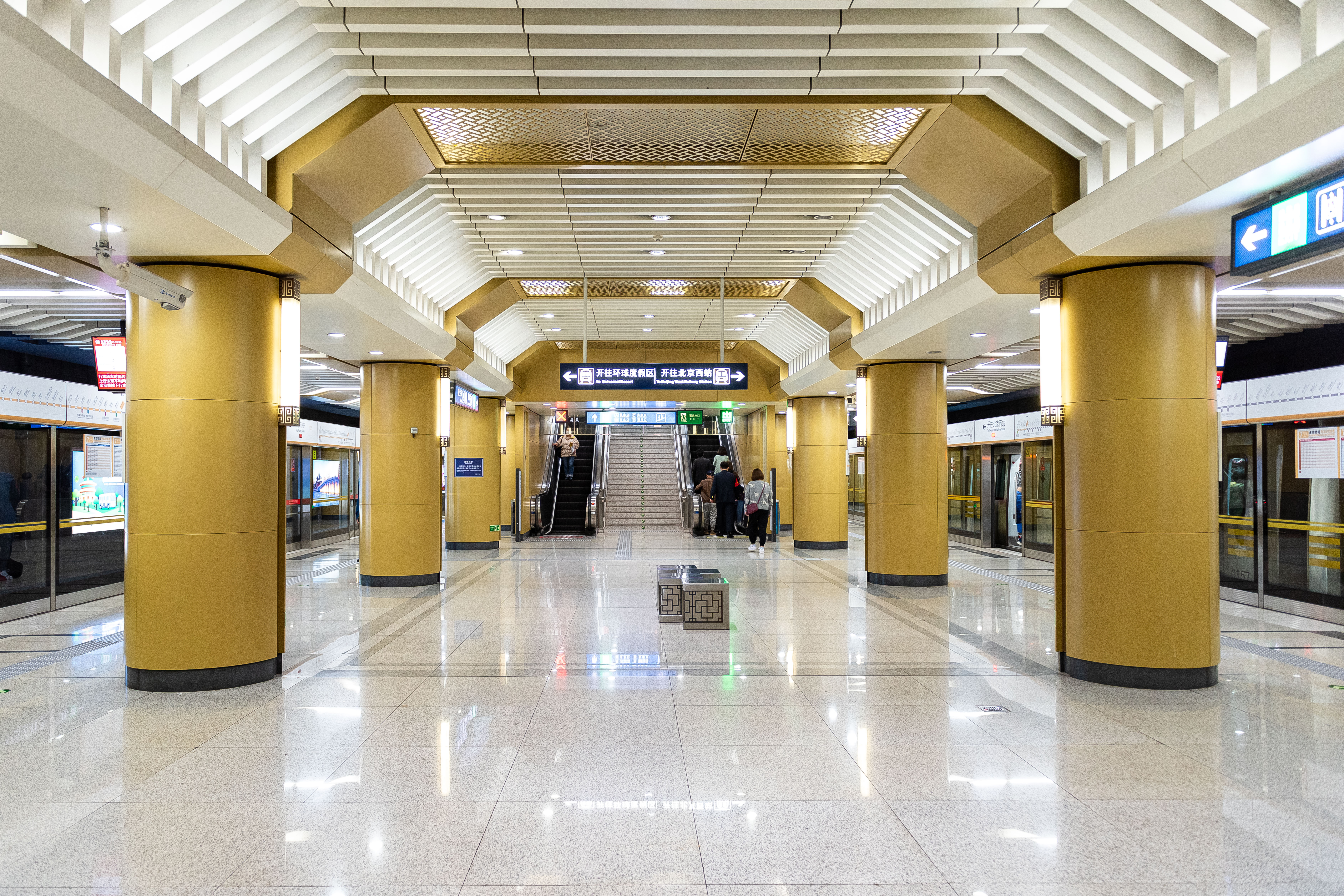
ホーム

島式ホーム1面2線の地下駅である。

## 駅周辺
- 南新華街（中国語版）
- 北京湖広会館（中国語版）

## 歴史
- 2014年12月28日 - 7号線が開業。

## 隣の駅
北京地下鉄
■7号線
菜市口駅 - 虎坊橋駅 - 珠市口駅
座標: 北緯39度53分18秒 東経116度22分39秒 / 北緯39.8884度 東経116.3774度